# 11667 Testa
11667 Testa este un asteroid din centura principală, descoperit pe 19 octombrie 1997, de Luciano Tesi și Andrea Boattini.